# 内尔·福特纳
内尔·福特纳（英語：Nell Fortner，1959年3月3日—），生于密西西比州杰克逊，美国篮球教练。她曾带队获得1998年女子篮球世锦赛冠军和2000年夏季奥运会女子篮球比赛金牌。